# Khair Khaneh
Khair Khaneh ou Kheyr Khâna est un site archéologique afghan situé dans la province de Kaboul. Le site fait l'objet de fouilles de Joseph Hackin diligentés par la DAFA dans les années 1930. Du site fouillé, rien ne subsiste désormais.

## Localisation et géologie du site

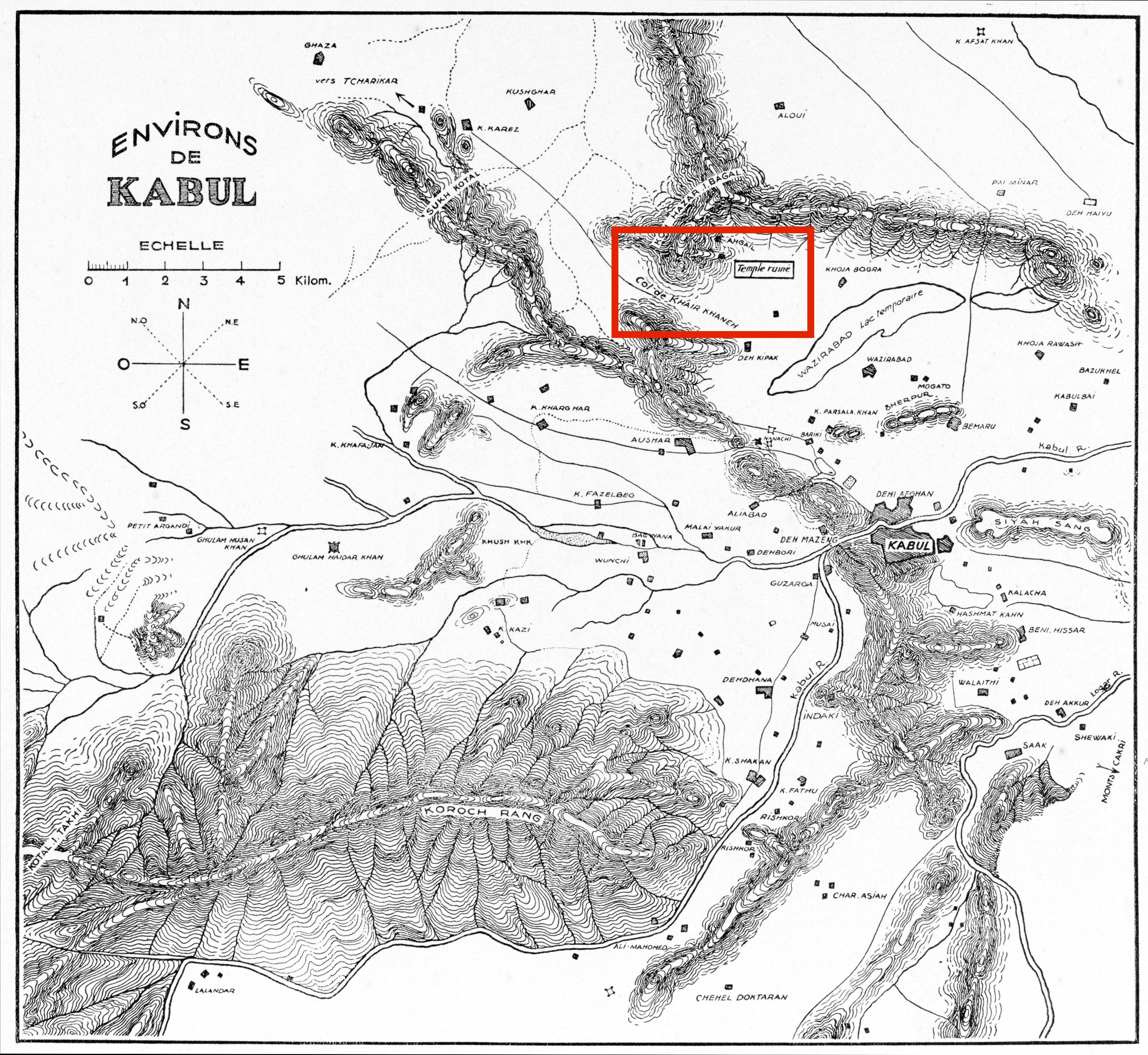
Plan de localisation du site de Khair Khaneh près de Kaboul.

Le site de Khair Khaneh est un des deux sites importants de la région de Kaboul avec celui de Chekâr Darra. Il est localisé à 12 km au nord-est de la capitale du pays.

## Histoire

### Histoire ancienne
Le nom du site signifie « maison de la félicité ».
La construction du temple de Khair Khaneh est datée de 608-630, au début de la période de domination des Turcs shahis sur  la région. Les Turcs shahis, descendants des Kouchans, étaient un peuple turc bouddhiste présent dans la région jusqu'au IXe siècle. Lors de la conquête arabe du pays, les nouveaux arrivés rencontrent une résistance âpre de 663 à 871 environ. Les Turcs shahis sont supplantés par une dynastie hindoue qui résiste jusqu'à la fin du Xe siècle.
La plupart des vestiges retrouvés sur le site, y compris des statuettes de marbre, datent du VIIe siècle au Xe siècle.

### Redécouverte

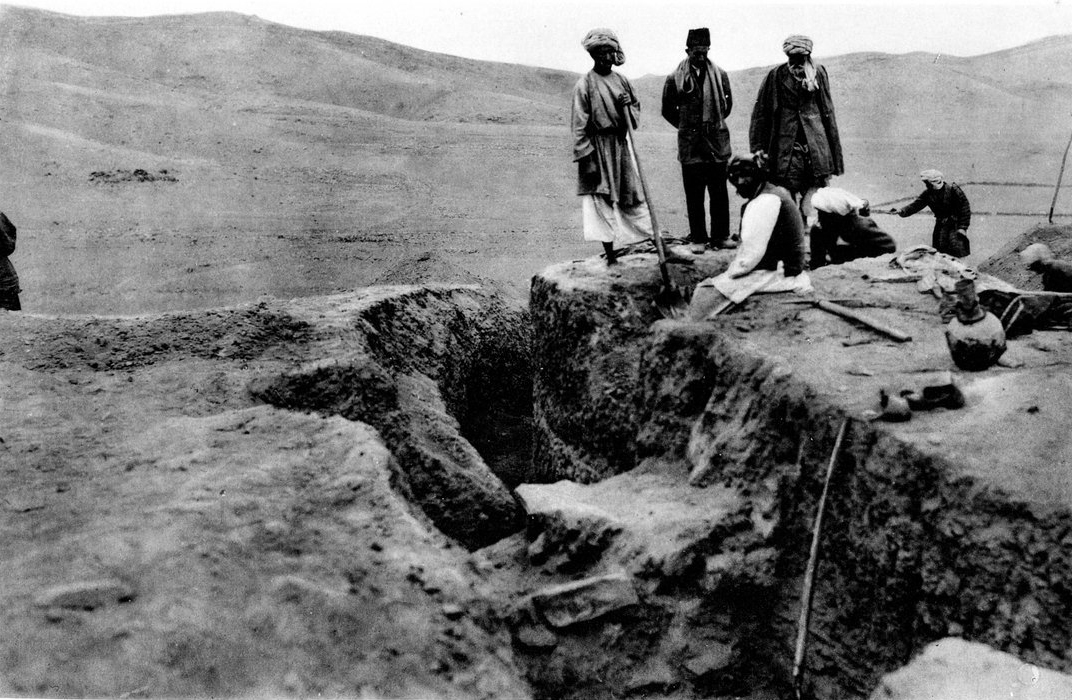
Les fouilles de Khair Khaneh en 1933.

Alfred Foucher et André Godard visitent le lieu en mars 1923.
Le site est fouillé par Joseph Hackin et Jean Carl dans les années 1930, le plan de l'édifice est alors relevé. Les œuvres découvertes, dont une statue de Sourya avec deux chevaux de marbre blanc, sont déposées au Musée national afghan de Kaboul. Le musée Guimet possède dans ses collections un moulage de l’œuvre.

## Description
Le site a d'abord accueilli un premier édifice cultuel en briques. Trois temples lui ont succédé, auxquels s'ajoutaient un autel et des dépendances.

## Interprétation
Les fouilles d'Hackin ont « reconnu le caractère indien du temple ». Le site est un témoignage du caractère multi-religieux du secteur de l'empire kouchan avec des indices de zoroastrisme, de manichéisme et de christianisme.

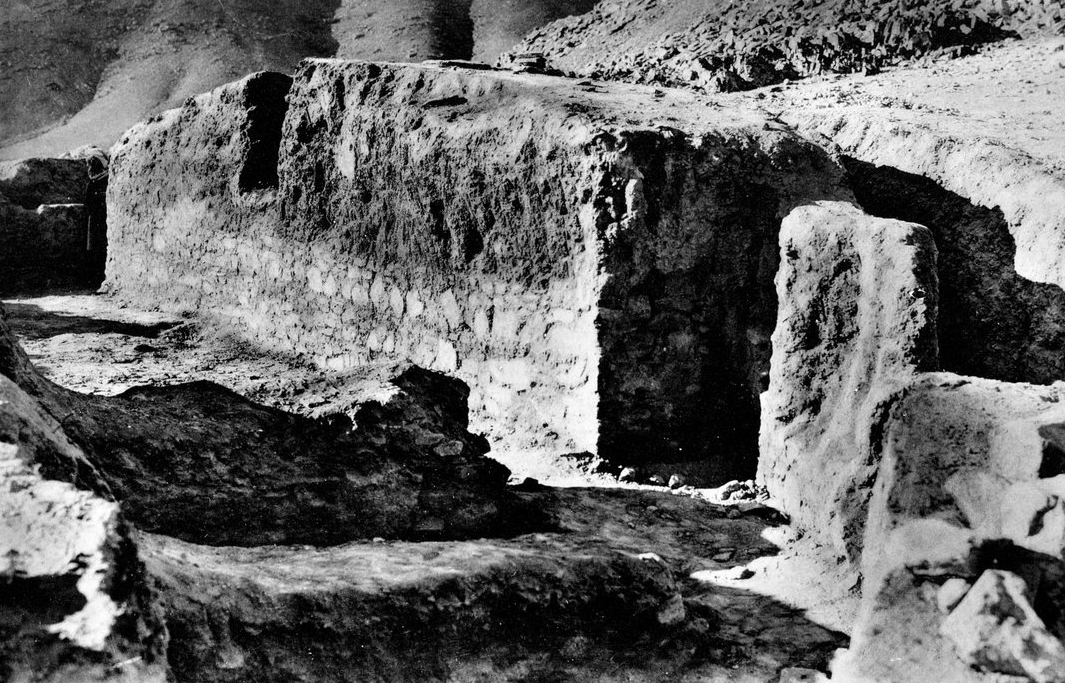
Vue des ruines dégagées
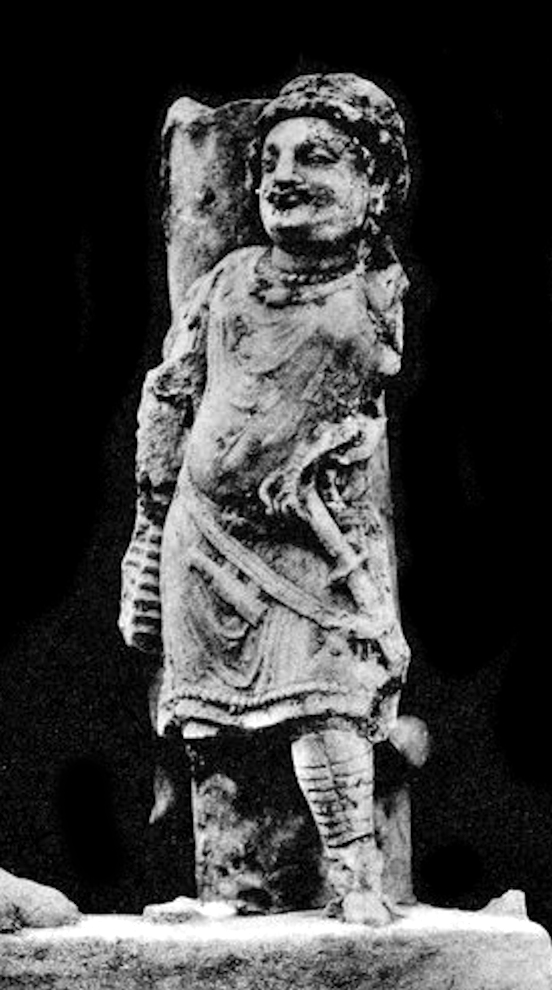
Statuette découverte dans le sanctuaire
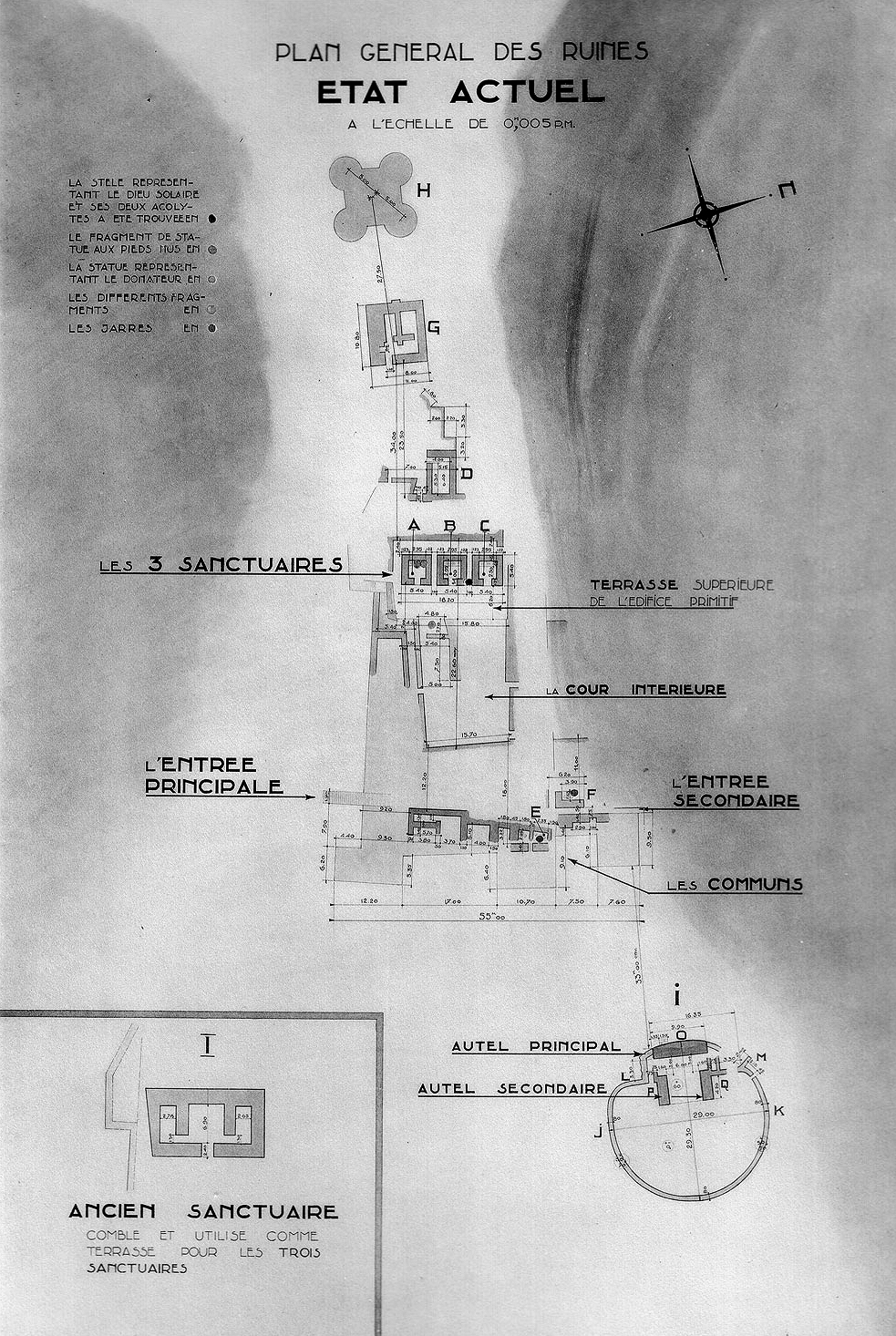
Plan du sanctuaire
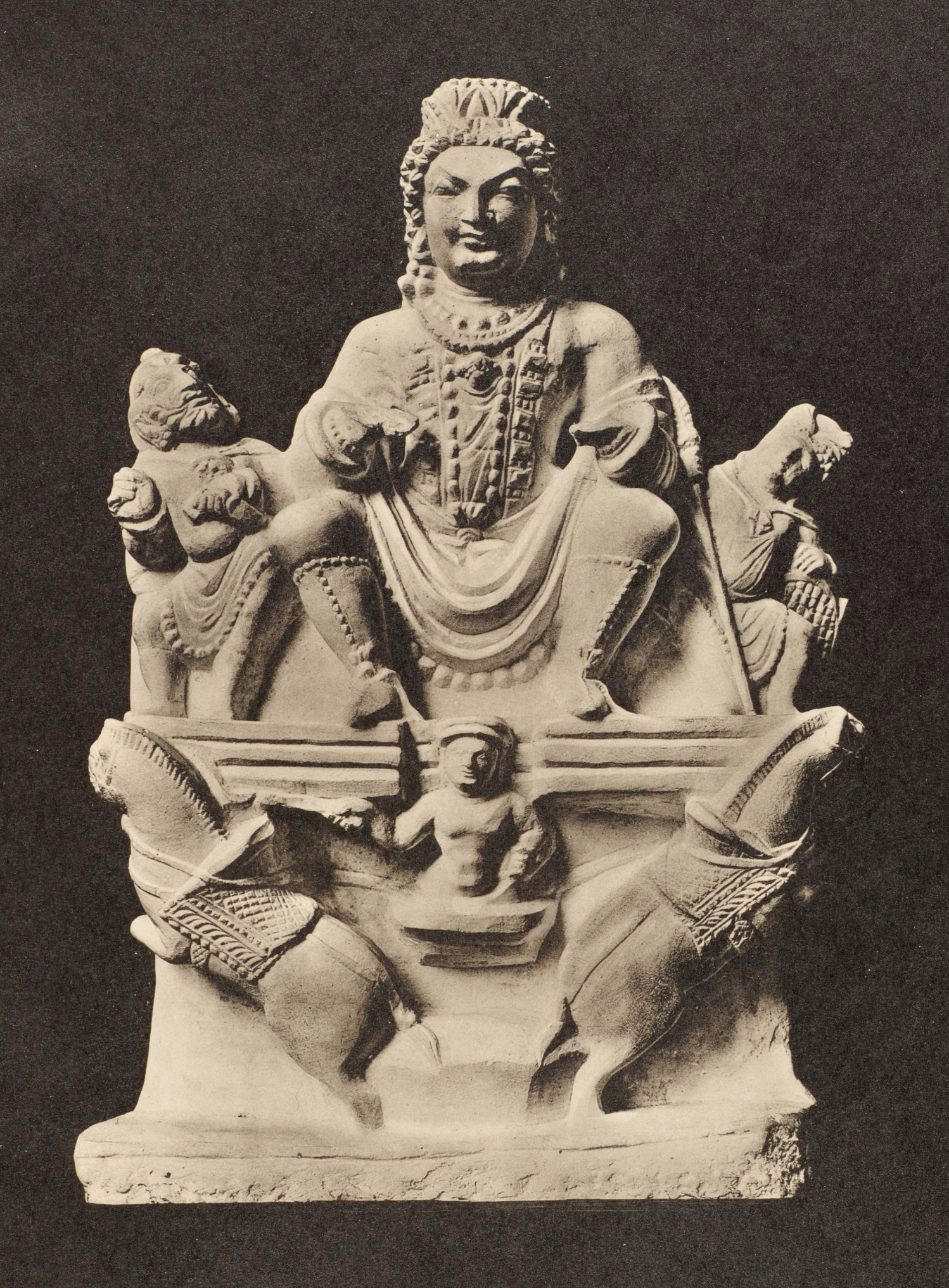
Statuette de Sourya